# NGC 2841

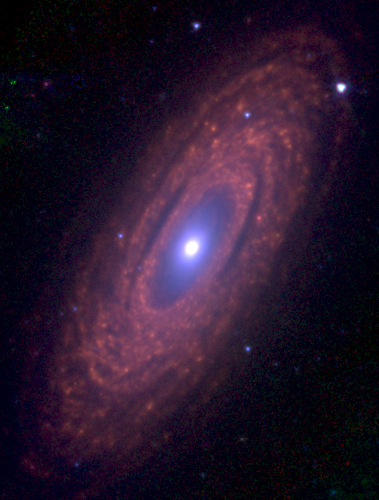
Hình ảnh của NGC 2841

NGC 2841 là tên của một thiên hà xoắn ốc không có chặn ngang nằm trong chòm sao Đại Hùng. Từ điểm nhìn của trái đất, thiên hà này như bị nghiêng. Nhà thiên văn học người Anh gốc Đức William Herschel đã phát hiện ra thiên thể này vào ngày 9 tháng 3 nằm 1788. Ban đầu, các số liệu thu được cho ra khoảng cách là khoảng 30 triệu năm ánh sáng. Sau đó vào năm 2001, một cuộc khảo sát các thiên hà biến quang Cepheid được thực hiện bằng kính viễn vọng Hubble đã cho các dữ liệu thể hiện khoảng cách của nó là xấp xỉ 14,1 mega parsec hay 46 triệu năm ánh sáng.

## Cấu trúc
NGC 2841 là một thiên hà xoắn ốc khổng lồ với những đặc tính tương tự như thiên hà Tiên Nữ. Nó là một nguyên bản điển hình cho các thiên hà xoắn ốc có cái đĩa kết cụm lại giống như len, một loại thiên hà xoắn ốc mà các nhánh xoắn ốc của nó đứt quãng liên tục.
NGC 2841 là nơi có rất nhiều những sao trẻ phát ra ánh sáng có màu xanh dương và có sự tồn tại của một số vùng H II.
NGC 2841 chứa một vùng phát xạ hạt nhân ion hóa thấp (LINER), một loại vùng được đặc trưng bởi vạch quang phổ từ các nguyên tử bị ion hóa yếu.

## Dữ liệu hiện tại
Theo như quan sát, đây là thiên hà thuộc chòm sao Đại Hùng và dưới đây là một số dữ liệu khác:
Xích kinh 9h 22m 02.6s
Độ nghiêng +50° 58′ 35″
Giá trị Dịch chuyển đỏ 638 ± 3 km/s
Cấp sao biểu kiến 10.1
Kích thước biểu kiến 8′.1 × 3′.5